# Jeziorki Wielkie
Jeziorki Wielkie (Duits: (Groß) Jesziorken; 1930-1945: Schöntal) is een plaats in het Poolse woiwodschap Ermland-Mazurië, in het district Gołdapski. De plaats maakt deel uit van de stad- en landgemeente Gołdap.